# Francis Fuller
Francis Fuller (* 1670 in Bristol; † 1706; auch Francis Völler und zur Unterscheidung von seinem Vater Francis Fuller der Jüngere genannt) war ein englischer medizinischer Schriftsteller, der sich in der Geschichte der Bewegungstherapie einen Namen machte.
Francis Fuller war der zweite Sohn seines gleichnamigen Vaters und dessen Frau Bridget und begann 1687 sein Studium am St. Johns College in Cambridge, wo er 1691 den Titel eines B.A. und 1704 den eines M.A. erwarb.

## Werk
Fuller litt nach einer zu intensiven äußeren Behandlung eines Juckreizes an schwerer Hypochondrie. Die psychische Angststörung wurde von einer Verdauungsstörung (Dyspepsie) begleitet. Er konnte sich von den Beschwerden durch Übung auf dem Pferderücken (heute würde man sagen Therapeutisches Reiten) und durch Brechmittel heilen.
Dies führte ihn 1704 zu einem Buch über die Bewegungstherapie zur Behandlung von Krankheiten, genannt „Medicina Gymnastica oder Abhandlung über die Wirksamkeit von Bewegungsübungen im Tierreich und dem dringenden Bedarf, sie zur Heilung von gesundheitlichen Beschwerden einzusetzen“. Er kritisierte dabei die Einnahme von zu vielen Medikamenten und empfahl, sie durch vermehrte Bewegung zu ersetzen. Das erfolgreiche Werk erschien bis 1777 in neun Auflagen.
Francis Fuller entwickelte die Erkenntnisse und Vorschläge des „englischen Hippokrates“ Thomas Sydenham (1624–1689) weiter, dem Befürworter von frischer Luft und Bewegung als Heilmittel bei Erschöpfung und Hypochondrie. Fuller empfahl dabei in Fällen eingeschränkter oder unmöglicher Mobilität als erster ersatzweise regelmäßige Massagen (siehe auch Massage#Geschichte).